# Babskie wakacje (film 2009)
Babskie wakacje (ang. Spring Breakdown) – amerykański film komediowy z 2009 roku w reżyserii Ryana Shirakiego.

## Opis fabuły
Becky (Parker Posey), Gayle (Amy Poehler) i Judi (Rachel Dratch) znają się i przyjaźnią od czasów studenckich. Razem przeżywały sukcesy i porażki lat szkolnych. Nigdy nie wyzbyły się miana kujonek. Tymczasem Becky otrzymuje propozycję towarzyszenia córce szefowej na imprezie studenckiej na plaży w South Padre Island. Znudzone monotonią codzienności trzydziestoletnie przyjaciółki postanawiają zrealizować marzenie o szalonych wakacjach.
Zamierzają zamienić się w zmysłowe uwodzicielki. Rozpoczynają przygody z całonocnymi imprezami i podrywaniem przystojnych studentów. Wkrótce okazuje się jednak, że na nagłej zmianie stylu życia cierpi ich wieloletnia przyjaźń.

## Obsada
- Parker Posey jako Becky
- Amy Poehler jako Gayle
- Rachel Dratch jako Judi
- Amber Tamblyn jako Ashley
- Sophie Monk jako Mason
- Jonathan Sadowski jako Doug
- Missi Pyle jako Charlene
- Jane Lynch jako senator Kay Bee Hartmann
- Sarah Hagan jako Truvy
- Mae Whitman jako Lydia
- Seth Meyers jako William
- Will Arnett jako Ted

i inni